# Christian Vásquez
Christian Vásquez (Caracas, 1984) es un director de orquesta y violinista venezolano. Después de actuar como director de la Orquesta Sinfónica de Stavanger en Noruega e invitado principal de la Orquesta Sinfónica de Arnhem en Holanda, Vásquez actualmente se presenta como director invitado en varios recintos en Venezuela y el mundo.

## Carrera
Vásquez inició sus estudios musicales a la edad de 9 años con el violín, luego de ser aceptado en el Sistema Nacional de Orquestas y Coros Juveniles e Infantiles de Venezuela de Venezuela. Fue miembro de la Sinfónica Infantil de San Sebastián de los Reyes. En 2006, a los 17 años, comienza a realizar estudios con José Antonio Abreu. En 2005, Vásquez se convirtió en director musical de la Sinfónica Juvenil de Aragua José Félix Ribas (Orquesta Sinfónica Juvenil José Félix Ribas de Aragua). En 2009, Vásquez fue nombrado compañero de dirección Gustavo Dudamel de la Filarmónica de Los Ángeles. Actualmente es director musical de la Orquesta Juvenil Teresa Carreño de Venezuela.
En Europa, Vásquez dirigió por primera vez la Orquesta Sinfónica de Gävle en octubre de 2009. En noviembre de 2010, asumió el cargo de director invitado principal de dicha organización, cargo que ocupó hasta 2013. Vásquez apareció por primera vez como director invitado con la Orquesta Sinfónica de Stavanger (SSO) en marzo de 2010. En septiembre de 2011, la SSO anunció el nombramiento de Vásquez como su próximo director titular, a partir de la temporada 2013-2014, por un contrato inicial de 4 años. En 2011 fue nominado al premio Anillo de Beethoven durante el Festival Beethoven de Bonn. Concluyó como director de al SSO al final de la temporada 2018-2019.